# Compsodrillia olssoni
Compsodrillia olssoni är en snäckart som beskrevs av Mclean och Poorman 1971. Compsodrillia olssoni ingår i släktet Compsodrillia och familjen Turridae. Inga underarter finns listade i Catalogue of Life.